# 谷长春
谷长春（1933年—2017年10月11日），男，吉林长春人，中华人民共和国政治人物。

## 生平
1951年1月参加革命工作，1954年3月加入中国共产党。历任《长春青年报》记者，共青团长春市委干事、副部长，长春市轧钢厂生产调度、副科长，九三学社长春分社秘书处负责人，长春市委统战部副处长、办公室主任，长春市委常委、宣传部长。中共吉林省委副秘书长兼办公厅主任，吉林省委常委、宣传部长，吉林省委副书记、省委对外宣传领导小组组长、省社联主席、省高等学校工作委员会书记、省委党校校长。1993年1月至1998年1月，担任吉林省人大常委会副主任、党组副书记等职务。
2017年10月11日，在长春逝世，享年84岁。